# Station Vega
Vega is een station van het stadsgewestelijk spoorwegnet van Stockholm in de gemeente Haninge aan de Nynäsbanan. 

## Geschiedenis
In 1929 werd een halte geopend aan de enkelsporige Nynäsbanan, deze halte werd in 1973 gesloten. Op 5 mei 2015 werd begonnen met de bouw van een nieuw station dat op 1 april 2019 werd geopend.   
Het station heeft een eilandperron ten noorden van de stationshal, de stationshal zelf is gebouwd tussen de viaducten aan de zuidkant en sluit direct aan op het perron. Het station is opgesierd met het kunstwerk Flos Solis Maior van Ulla Fredriksson. De ingang ligt midden in het busstation onder de viaducten van de spoorlijn. Het station is voorbereid voor een tweede toegang aan de noordkant van het perron. 

## Reizigersdienst
Het station kent op een reguliere weekdag ongeveer 1.700 instappende reizigers. Er zijn zo'n 90 parkeerplaatsen als P&R voorzieningen aan weerszijden van het station. Tegenover de ingang is een fietsenstalling beschikbaar. De reistijd tussen station Vega en Stockholm City bedraagt ongeveer 25 minuten.

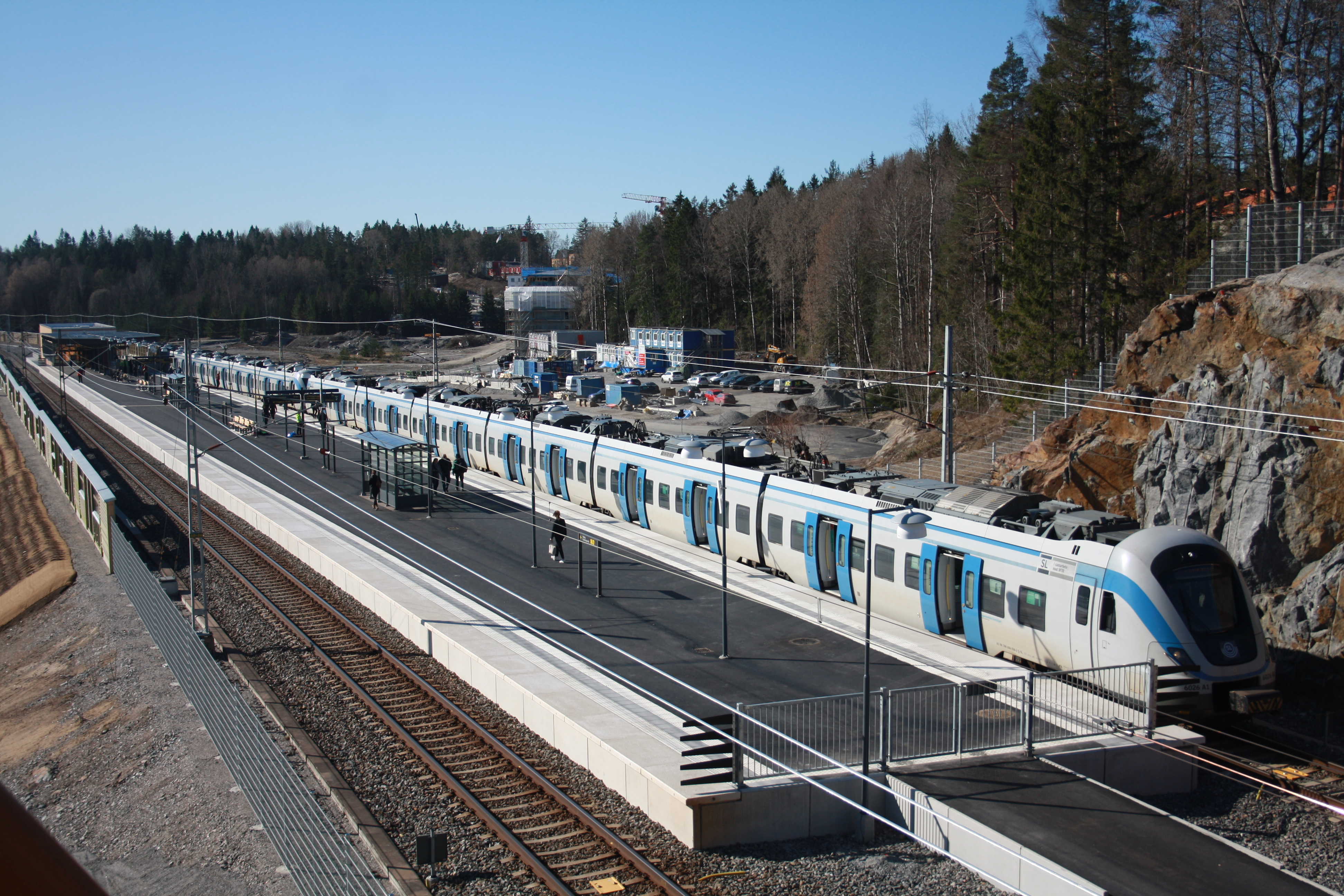
Het station gezien uit het noorden.
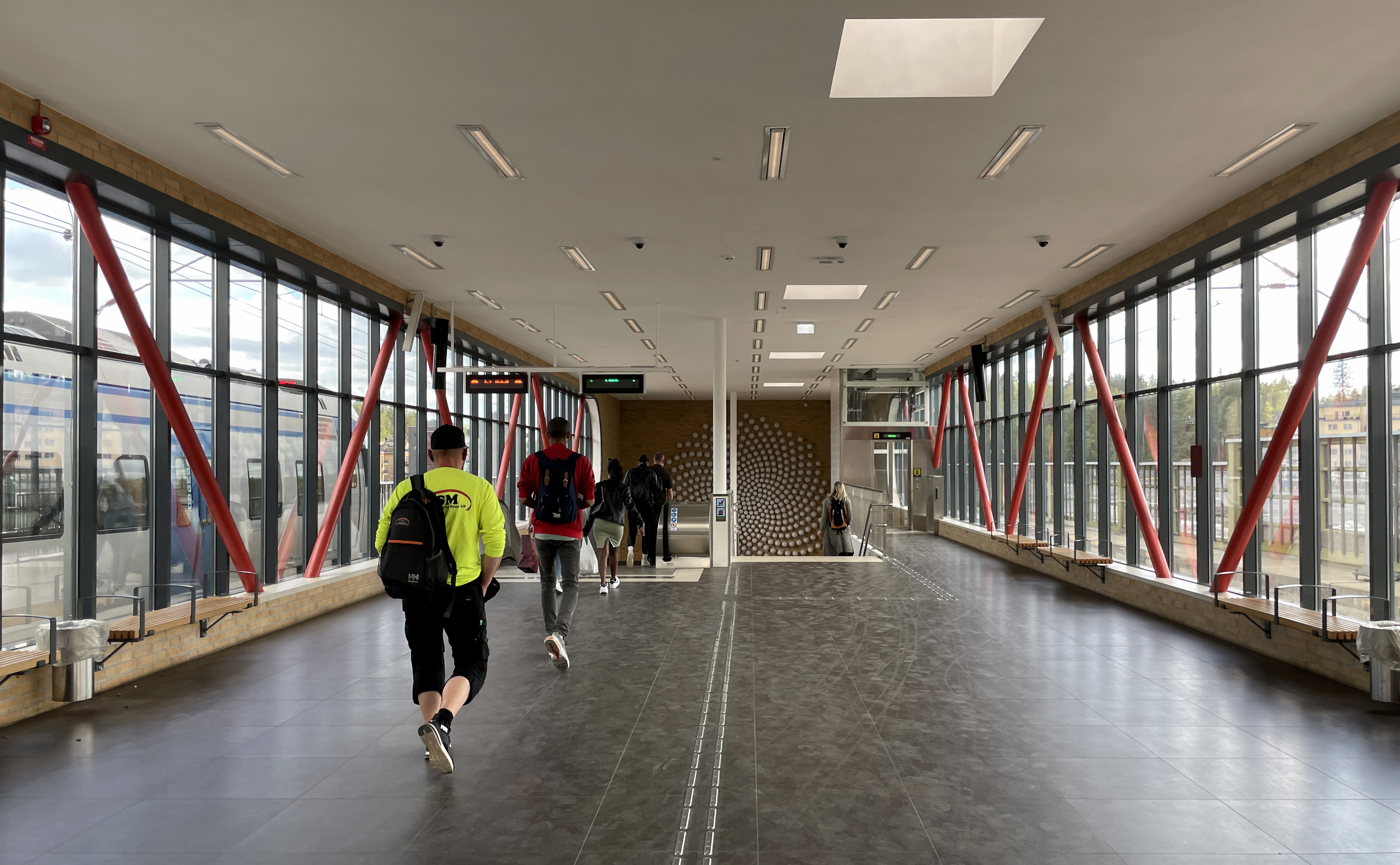
De stationshal.
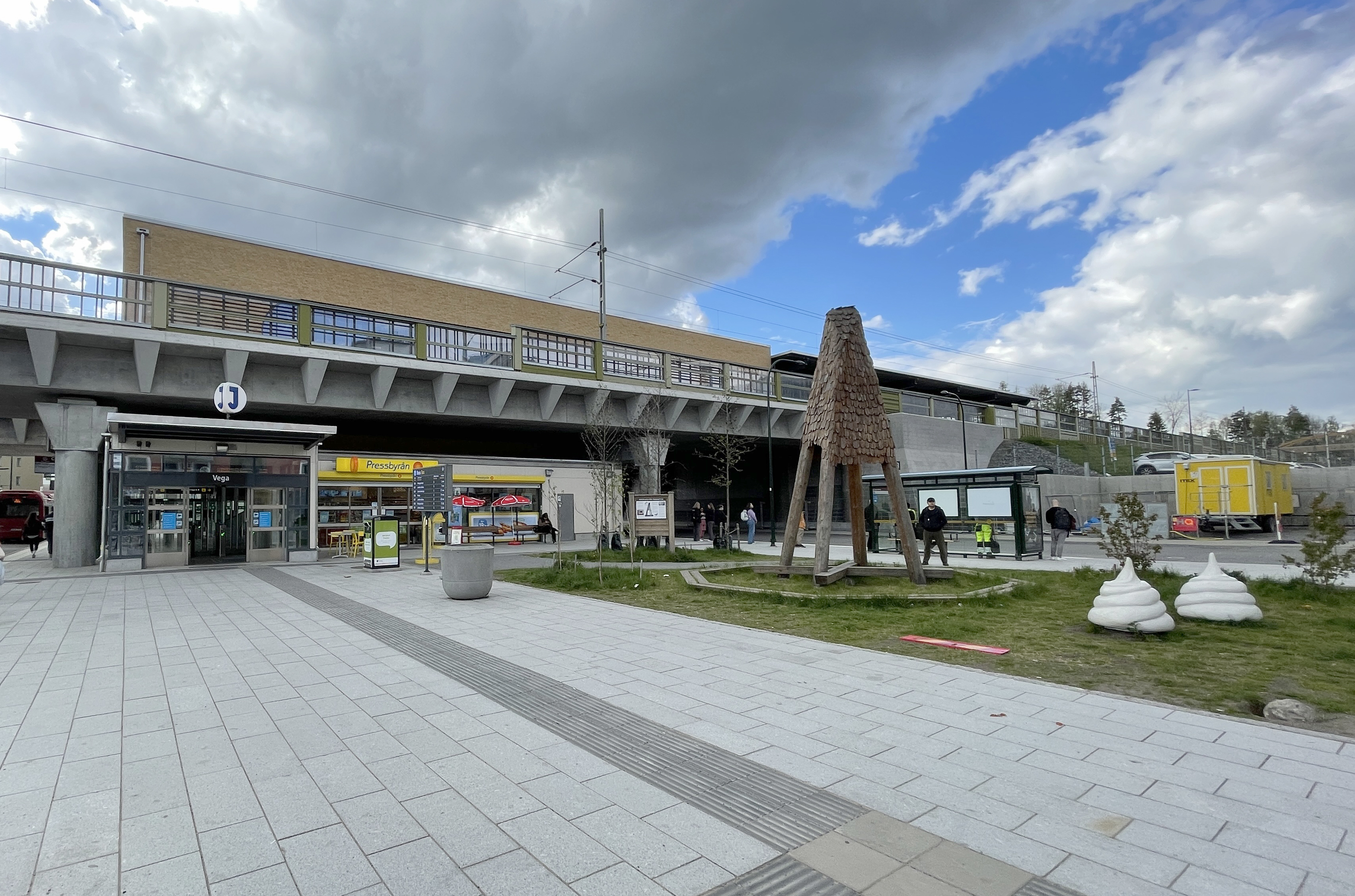
Het busstation en de stationshal tussen de sporen.